# محوطه دول کله
محوطه دول کله در شهرستان خرم‌آباد، بخش پاپی، دهستان کشور، ۶۰۰ متری شمال غرب روستای سوتکه واقع شده و این اثر در تاریخ ۲۸ اسفند ۱۳۸۵ با شمارهٔ ثبت ۱۸۶۲۰ به‌عنوان یکی از آثار ملی ایران به ثبت رسیده است.